# Anlasskurve
Als Anlasskurve wird der nach DIN 40839 genormte zeitliche Verlauf der Bordnetzspannung eines Kraftfahrzeuges bezeichnet, der sich um den Bereich des Startens (Anlassens) des Verbrennungsmotors einstellt. Die Kurve ist wesentlich durch den Innenwiderstand der Starterbatterie sowie die Stromaufnahme des Anlassers bestimmt.
Die Kurve ist gekennzeichnet durch vier wesentliche Phasen:
- konstante Batteriespannung vor dem Anlassvorgang (Nennspannung des Bordnetzes)
- starken Spannungseinbruch im Moment des Anschaltens des Anlassers, höchste Stromaufnahme durch stehenden Anlasser (bei Kfz mit Verbrennungsmotor meist ein Reihenschlussmotor)
- Hochdrehen des Anlassers und Verbrennungsmotors, sinkende Stromaufnahme und dadurch steigende Spannung
- Laufender Motor, Lichtmaschine liefert Strom und hält das Bordnetz wieder auf Nennspannung, Anlasser wird abgeschaltet und kuppelt automatisch aus

Mit der Anlasskurve werden unter anderem Steuergeräte im Fahrzeug getestet, die auch im Anlassmoment mit der reduzierten Spannung zuverlässig ohne Aussetzer funktionieren müssen.